# 線導飛彈

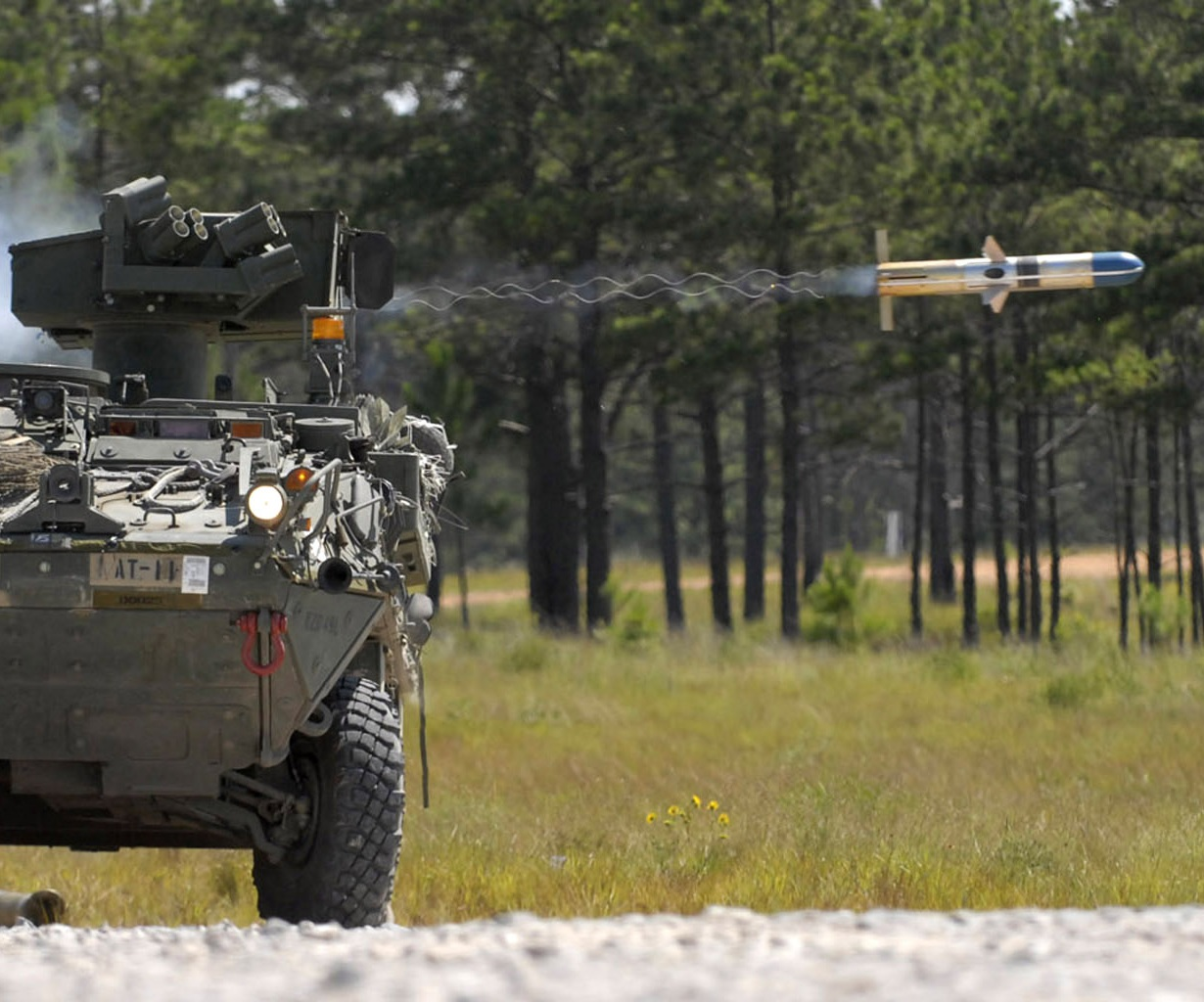
M1134反戰車飛彈車發射的BGM-71拖式線導飛彈

線導飛彈或稱線控導引飛彈（Wire-guided missile），是藉由連接發射器與飛彈之間的線纜來實現導引的飛彈。
導引機構就位於發射處的附近。當飛彈射出時，連接的線纜一並卷出展開。
線導飛彈最常見於反戰車飛彈。在視野受限的地方非常有用，且因線纜造成的射程問題並不造成太大影響。目前線導飛彈的最長射程大約在8（5.0英里）附近。